# Germano Grachane
Germano Grachane (ur. 4 maja 1942 w Zandamela) – mozambicki duchowny rzymskokatolicki, w latach 1991-2018 biskup Nacala.